# Opowieści wigilijne
Opowieści wigilijne – antologia składająca się z trzech opowiadań: Jerzego Pilcha Pastorałka Don Juana, Andrzeja Stasiuka Opowieść wigilijna, Olgi Tokarczuk Profesor Andrews w Warszawie, wydany w 2000 roku.